# György Kutasi
György Kutasi   (Rijeka, 16 de setembre de 1910 - Melbourne, 29 de juny de 1977) va ser un waterpolista hongarès que va competir durant les dècades de 1930 i 1940.
El 1936 va prendre part en els Jocs Olímpics de Berlín, on va guanyar la medalla d'or en la competició de waterpolo.
En el seu palmarès també destaca el Campionat d'Europa de 1934. i la lliga hongaresa de 1932 a 1938, 1945 i 1946.